# Coloretto
Coloretto è un gioco di carte ideato da Michael Schacht nel 2003 e distribuito in Italia da dV Giochi. I giocatori raccolgono le carte per ottenere punti. Le carte possono essere di un colore su una rosa di sette, più tre carte jolly che possono valere un colore a scelta. Un fattore importante in Coloretto è che solo tre dei colori posseduti permettono di aumentare il proprio punteggio, mentre tutti gli altri lo abbassano. Ogni giocatore sceglie per sé i propri tre colori.

## Descrizione
Se si gioca in tre, tutte le carte di uno stesso colore vengono rimosse prima di iniziare. Ogni giocatore riceve una carta in modo che tale carta non sia dello stesso colore di quella degli altri. Le carte rimanenti vengono mischiate e infine la carta "ultima mano" viene piazzata tra la quindicesima e la sedicesima carta dal fondo. Il gioco prevede che le carte pescate vadano a rimpinguare una delle file di carte presenti sul tavolo (vuote ad inizio partita): per ogni fila è riportato il numero massimo di carte che quella fila può contenere.
A turno ogni giocatore può compiere una delle seguenti azioni:
- pescare una carta e porla su una fila con almeno un posto libero;
- raccogliere le carte di una fila (anche non piena) eliminando la fila stessa dal gioco.

Quando il giocatore raccoglie, il suo turno termina per quella mano e mette le carte prese davanti a sé in modo che gli altri possano vederle. Gli altri giocatori continuano a piazzare o raccogliere le carte, finché tutti hanno raccolto una fila. Il giocatore che ha terminato la mano comincia quella successiva, eliminando prima le carte rimaste in gioco.
Quando la carta "ultima mano" viene pescata, il gioco continua fino al termine di quella mano: viene calcolato il punteggio di ognuno e chi ha realizzato più punti vince.

## Premi
Coloretto ha vinto il Premio À la Carte 2003 della rivista tedesca Fairplay e ha ricevuto una nomination come Miglior Gioco dell'Anno per lo Spiel des Jahres.